# Adolf Schöll

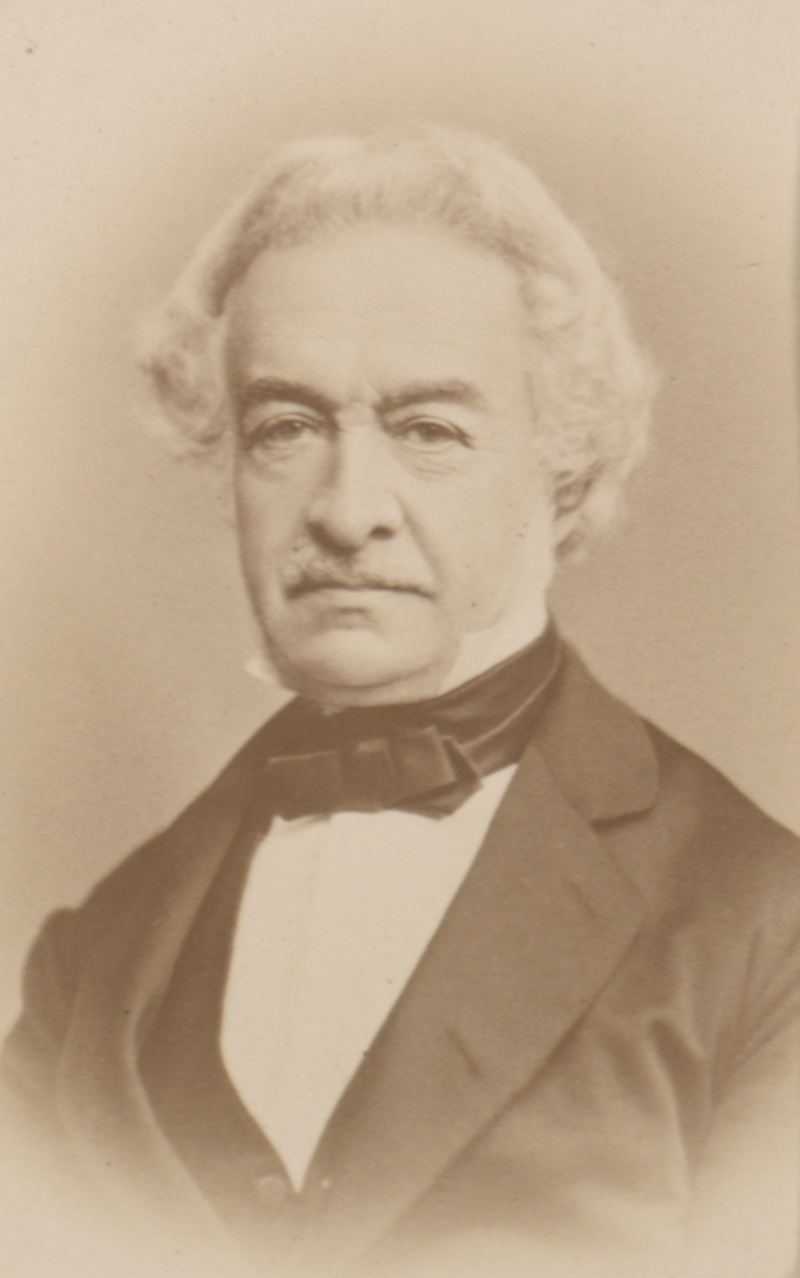
Adolf Schöll (vor 1882)

Gustav Adolf Schöll (* 2. September 1805 in Brünn; † 26. Mai 1882 in Jena) war deutscher Archäologe, Bibliothekar, Philologe, Literaturhistoriker und Literat.

## Leben
Schöll war ein Sohn des wohlhabenden Fabrikanten Jakob Friedrich Schöll (* 14. September 1770; † 30. November 1841) Sein erster Lehrer und Erzieher wurde Christian Ferdinand Friedrich Hochstetter, der als Prediger in Brünn tätig war. Ab 1819 besuchte er das obere Gymnasium in Stuttgart, an dem auch Gustav Schwab unterrichtete, mit dem er später befreundet war. Von 1823 bis 1826 studierte er an der Universität Tübingen zunächst Theologie, wechselte aber schon bald zur klassischen Philologie, wobei er sich insbesondere für die Mythologie interessierte. Hier schloss er Freundschaft mit dem Schriftsteller David Friedrich Strauß und dem Ästhetiker Friedrich Theodor Vischer. Im Jahr 1826 begegnete er in Stuttgart Ludwig Uhland, der sein Interesse für die germanische Mythologie teilte. Seinen Dr. phil. machte er 1828 in Tübingen und studierte ein Jahr lang in Göttingen bei dem Altertumsforscher Karl Otfried Müller, mit dem er bereits seit 1825 im Briefwechsel stand. Er verbrachte drei Jahre als Vikar der Gemeinde in Brünn, ehe er 1832 nach Berlin ging. Schöll habilitierte sich 1833 an der Universität Berlin und wurde 1835 Lektor der Mythologie und Kunstgeschichte an der Akademie der Bildenden Künste. Im Juni 1837 wurde er als Professor für Rhetorik, klassische Philologie, Ästhetik und Kunstgeschichte an die Universität Dorpat berufen, lehnte diesen Ruf jedoch ab.
Von 1839 bis 1840 bereiste er mit Karl Otfried Müller Italien und Griechenland, folgte 1842 einem Ruf als Professor der Archäologie nach Halle, wurde aber schon 1843 Direktor der Kunstanstalten zu Weimar und 1861 dort Oberbibliothekar der großherzoglichen Bibliothek. Nachfolger auf der Archäologie-Professur wurde Ludwig Ross.

## Familie
Schöll war ab 1842 mit Johanna Henle verheiratet, die eine Schwester seines Freundes, des Pathologen Jakob Henle war. Das Paar hatte eine Tochter und vier Söhne:
- Wilhelm Schöll (1843–1870), Militäringenieur
- Rudolf Schöll (1844–1893), Klassischer Philologe
- Robert Schöll, der Jurist wurde
- Fritz Schöll (1850–1919), Klassischer Philologe

Schöll hatte aus der ersten Ehe seines Vaters einen jüngeren Bruder und eine ältere Schwester Mathilde († 1868), die mit Friedrich Joseph Pythagoras Riecke verheiratet war. Aus dessen zweiter Ehe hatte er zwei Halbschwestern.

## Schriften
Von seinen literarischen Werken ist heute noch die frühe Erzählung Der arme Stephan bekannt, die Wilhelm Hauff in seinem Mæhrchenalmanach für Söhne und Töchter gebildeter Stände auf das Jahr 1827 aufnahm.
- Der arme Stephan. In: Mæhrchenalmanach für Söhne und Töchter gebildeter Stände auf das Jahr 1827, S. 86 ff.
- Herodot’s von Halikarnaß Geschichte. 11 Bändchen. Metzler, Stuttgart 1828–1832, (siehe s:Herodot#Übersetzungen).
- Beiträge zur Geschichte der griechischen Poesie. Theil 1[3]: Zur Kenntniß der tragischen Poesie der Griechen. Band 1: Die Tetralogieen der attischen Tragiker. Reimer, Berlin 1839, (Digitalisat).
- Sophokles. Sein Leben und Wirken. Hermann, Frankfurt am Main 1842, (archive.org).
- als Herausgeber: Archaeologische Mittheilungen aus Griechenland. I: Athens Antiken-Sammlung. Teil 1. Nach Carl Otfried Müller’s hinterlassenen Papieren. Hermann, Frankfurt am Main 1843, (archive.org).
- als Herausgeber: Briefe und Aufsätze von Goethe aus den Jahren 1766 bis 1786. Landes-Industrie-Comptoir, Weimar 1846, (Digitalisat).
- Weimar’s Merkwürdigkeiten einst und jetzt. Ein Führer für Fremde und Einheimische. Landes-Industrie-Comptoir, Weimar 1847, (Digitalisat).
- als Herausgeber: Goethe’s Briefe an Frau von Stein aus den Jahren 1776 bis 1826. 3 Bände. Landes-Industrie-Comptoir, Weimar 1848–1851, (Digitalisate: Band 1: urn:nbn:de:bvb:12-bsb10402918-0; Band 2: urn:nbn:de:bvb:12-bsb10402919-9; Band 3: urn:nbn:de:bvb:12-bsb10402920-1).
- Carl-August-Büchlein. Lebenszüge, Aussprüche, Briefe und Anekdoten von Carl August Großherzog von Sachsen-Weimar-Eisenach. Böhlau, Weimar 1857, (Digitalisat).
- Gründlicher Unterricht über die Tetralogie des attischen Theaters und die Kompositionsweise des Sophokles, zur Widerlegung eines hartnäckigen Vorurtheils aus den Quellen entwickelt. Winter, Leipzig 1859, (archive.org).
- Gedichte aus den Jahren 1823–1839. Hirzel, Leipzig 1879, (books.google).
- Goethe in den Hauptzügen seines Lebens und Wirkens. Gesammelte Abhandlungen. Hertz, Berlin 1882, (Digitalisat).
- Gesammelte Aufsätze zur klassischen Literatur alter und neuerer Zeit. Hertz, Berlin 1884, (Digitalisat).